# 5.0
Albums de Nelly
6 Pack
(2010) M.O.
(2013)
Singles
1. Just a Dream
Sortie : 17 août 2010
2. Move That Body
Sortie : 12 octobre 2010
3. Gone
Sortie : 4 janvier 2011

5.0 est le sixième album studio de Nelly, sorti le 12 novembre 2010.
L'album s'est classé 1er au Top Rap Albums, 2e au Top R&B/Hip-Hop Albums et 10e au Billboard 200.

## Liste des titres
| No  | Titre                                       | Contient un (des) sample(s) de | Durée |
| --- | ------------------------------------------- | --- | ----- |
| 1.  | I'm Number 1 (featuring Baby et DJ Khaled)  | | 3:32  |
| 2.  | Long Gone (featuring Plies et Chris Brown)  | Let's Start Love Over de Miles Jaye | 3:40  |
| 3.  | She's So Fly (featuring T.I.)               | | 3:21  |
| 4.  | Just a Dream                                | | 3:57  |
| 5.  | Making Movies                               | | 3:34  |
| 6.  | Move That Body (featuring T-Pain et Akon)   | | 3:25  |
| 7.  | 1000 Stacks                                 | Everyday Struggle de The Notorious B.I.G. It's All About the Benjamins de Puff Daddy featuring Lil' Kim, The LOX et The Notorious B.I.G. Kick in the Door de The Notorious B.I.G. | 4:10  |
| 8.  | Gone (featuring Kelly Rowland)              | Dilemma de Nelly featuring Kelly Rowland | 4:27  |
| 9.  | Don't It Feel Good                          | | 4:10  |
| 10. | Broke (featuring Yo Gotti et Sophie Greene) | | 3:35  |
| 11. | Liv Tonight (featuring Keri Hilson)         | | 4:31  |
| 12. | Nothing Without Her                         | | 3:39  |

| 13. | Go (featuring Talib Kweli et Ali)             |                      | 4:38 |
| 14. | If I Gave U 1 (featuring Avery Storm)         |                      | 4:27 |
| 15. | k.I.s.s (featuring Dirty Money et Murphy Lee) | Kissin' You de Total | 3:44 |

| 16. | Giving Her the Grind (featuring Sean Paul) | 3:48 |